# Сорбция (станция постановки радиолокационных помех)
«Сорбция» («Л005-С») — авиационная станция постановки радиолокационных помех. Предназначена для борьбы с радиолокационными станциями сопровождения цели и полуактивными радиолокационными ГСН зенитных ракет в диапазоне 3 см. Разрабатывалась начиная с 1978 года для самолётов типа Су-27. Устанавливается в виде двух подвесных контейнеров на законцовках крыльев.
Серийное производство станции - Завод «Геофизика» г. Барнаул. 
Имеется экспортный вариант «Сорбции».

## Характеристики
Станция предназначена для создания активных помех в передней и задней полусферах самолёта по дальности, скорости и наведению РЛС противника. Станция сканирует частотный диапазон, выявляет источники сигналов, их направленность и из всех источников определяет наиболее опасный. Излучает следующие виды помех: прицельная по частоте сканирования, высокочастотный шум, ретранслированный сигнал с добавлением допплеровского шума, ложные цели по боковым лепесткам. Станция работает против 2-х импульсных или квазинепрерывных РЭС, и 10 непрерывных РЭС.
Станция работает в диапазоне длин волн 3 см. В этом диапазоне (8-12 ГГц) работают многие бортовые авиационные РЛС сопровождения и подсветки цели, а также некоторые наземные РЭС аналогичного назначения. Энергетический потенциал станции 1 кВт. Антенны излучают в переднюю и заднюю полусферы самолета.
Станция на Су-27 размещается в двух съёмных подвесных контейнерах на законцовках крыла, на ПУ № 7 и № 8. Вес контейнера 200 кг, длина 4.2 м, диаметр 0.3 м. Потребляемая мощность 4.2 кВт.